# Marcella Continanza
Marcella Continanza (Roccanova, 19 ottobre 1940 – Francoforte sul Meno, 29 aprile 2020) è stata una giornalista e scrittrice italiana.

## Biografia
Nata a Roccanova (PZ), borgo della Basilicata da cui si è allontanata per seguire gli spostamenti del padre per motivi di lavoro, ha vissuto per diversi anni a Castellammare di Stabia (NA), per poi trasferirsi a 'Francoforte sul Meno, raggiungendovi il fratello Francesco. Giornalista e poeta, è stata espressione, e nello stesso tempo divulgatrice, della tradizione di poesia delle donne, dalle Sibille a Isabella Morra, da Sylvia Plath a se stessa.
La storia del suo trasferimento a Francoforte  è legata alle vicende dell’editoria italiana, quando l'imprenditore Silvio Berlusconi acquistò nel 1985 Vietato Fumare, rivista dedicata al cinema che dirigeva, trasformandola in Ciak (periodico), preferì quello che per lei fu un esilio, in cui poté esprimere liberamente le sue potenzialità.
In Germania ha scritto di cultura ed economia per il Corriere d'Italia. A Francoforte ha ideato il Festival della poesia e diretto il giornale “Clic” dedicato alle donne italiane residenti in Germania. Dal 1989 la sua Mostra del libro italiano per ragazzi ha avuto la finalità di mantenere vive nei figli degli emigrati le radici culturali italiane. La rassegna Donne e poesie, da lei organizzata nel 1991, vide numerose autrici italiane, provenienti da città tedesche, impegnate nella lettura e nel commento dei propri testi.
La scrittrice lucana ha lasciato un suo autoritratto in una intervista rilasciata ad un giornalista di Castellammare, che le chiedeva quale fosse il suo più importante traguardo:
“Sicuramente amare ed essere d’aiuto agli altri. Quello che ho fatto finora non è stato altro che la realizzazione di un sogno di quando ero ragazza. Infatti fin da piccola avevo la passione della scrittura ma il mio sogno era quello di diventare giornalista. I motivi di questa mia passione sono diversi. Uno è ideologico, cioè volevo battermi contro le ingiustizie, e l’altro era esplorativo, ossia volevo conoscere il mondo e diventarne testimone. Da una prima fase narrativa, condizionata da un impegno sociale, a una seconda fase saggistica, sono passata alla terza: quella della poesia, che riprende un discorso adolescenziale ma con una ricerca linguistica”
Nella poesia di Marcella Continanza si colgono due elementi essenziali. Il primo è la natura rivissuta attraverso la memoria, come in La bambina che mi corre davanti
Il secondo è l’identità delle donne, costruita su una storia comune, come in :
Le sue poesie sono tradotte in tedesco e in spagnolo e pubblicate su riviste letterarie e in antologie. Tra i riconoscimenti da lei ricevuti la Medaglia della Presidenza (1999) per la Rassegna Donne e Poesia, assegnatale dal Presidente della Repubblica Carlo Azeglio Ciampi, e la nomina a Cavaliere all’Ordine del Merito della Repubblica (2008) per l’impegno civile nel campo del giornalismo, conferitale dal Presidente Giorgio Napolitano.

## Opere
- Cartolina da Francoforte. Guida della città, Zambon Editore, 1992.
- Il giorno pellegrino, Il falco, Milano 1983.
- Le oblique magie, Il falco, Milano 1980.
- Venezia com, Il falco, Milano 1981.
- Immagini d’Italia, Die Buche, 1994.
- Piume d'angeli (Gedichte), Frankfurt a.M.: Zambon Editore 1996.
- Rose notturne. Rosas nocturnas, Santiago de Cuba, Ediciones Nadereau, 1999.
- Passo a due voci, Libro Press 2002.
- Solo le Muse cantano. Poesie, Frankfurt am Main, Zambon Verlag 2015.
- Io e Isabella, Zambon Editore, 2007.